# ティモフスコエ
座標: 北緯50度51分01秒 東経142度39分36秒 / 北緯50.85028度 東経142.66000度

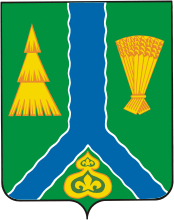
ティモフスコエの紋章

ティモフスコエ（ロシア語：Тымовское）は、サハリン北部の地方名と町名（都市型集落）。ロシア連邦サハリン州に属する。ティモフスクともいう。

## 概要
1880年にアントン・デルビンにより建設され、当初はデルビンスコエと名付けられた。1949年に現在の地名に改称された。
人口は7,855人（2010年全ロシア国勢調査）、木材加工と食品加工が主要産業である。
南東21キロメートルにゾナリノエ空港がある。

## 交通
- ロシア鉄道極東鉄道支社サハリン地域部：ティモフスク駅